# Legionarios de Cristo
Los Legionarios de Cristo (en latín: Legionariorum Christi, abreviado L.C.) son una congregación religiosa católica de derecho pontificio fundada el 3 de enero de 1941 por el sacerdote mexicano Marcial Maciel. Pertenece constitutivamente a la familia espiritual del Regnum Christi junto a las Consagradas del Regnum Christi y los Laicos Consagrados del Regnum Christi. Su nombre oficial es Congregación de los Legionarios de Cristo.

## Historia

### Fundación de hecho
El 3 de enero de 1941 se fundó la «Apostólica Misional del Sagrado Corazón de Jesús» en la Ciudad de México como una sección separada del Seminario Diocesano de Cuernavaca. Esta iniciativa fue impulsada por el seminarista Marcial Maciel Degollado, marcando el inicio de lo que más tarde se convertiría en la Legión de Cristo. La creación de esta nueva entidad contó con la aprobación de mons. Francisco González Arias, obispo de Cuernavaca, y de mons. Luis María Martínez, arzobispo de la Ciudad de México. La «obra misional», como se denominó en sus inicios, estaba integrada por un grupo de seminaristas con el propósito de formar una nueva congregación religiosa. Este objetivo quedó registrado en el diario de la comunidad fundadora, donde los seminaristas se referían a sí mismos como «futuros congregantes».

El 25 de marzo de 1946 se dio un paso significativo al establecer la primera casa de noviciado, en lo que se denomina como una «fundación de hecho», ya que la congregación aún no contaba con el reconocimiento formal por parte de la Iglesia católica en Roma.

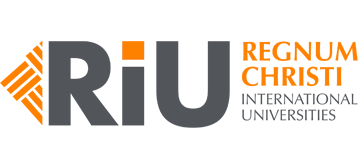
Red de Universidades del Regnum Christi

### Proceso de fundación canónica
Durante los años en que se inició la Legión de Cristo, las normativas para fundar una congregación religiosa estaban reguladas por el Código de Derecho Canónico de 1917 y por dos documentos de la Sagrada Congregación de Religiosos: la instrucción In novis religiosis congregationibus approbandis (6 de marzo de 1921) y el decreto Circa congregationes religiosas aut pias societates iuris dioecesani (30 de noviembre de 1922). Estos textos establecían que el obispo interesado debía solicitar a la Santa Sede el Nihil obstat para proceder a la erección canónica oficial de la congregación.
En este contexto, el 25 de mayo de 1946, Mons. Francisco González Arias firmó la solicitud del Nihil obstat y la remitió a la Sagrada Congregación de Religiosos en Roma. Pocos meses después una parte de los seminaristas se traslada a la ciudad de Comillas, en España, para residir cerca de la Universidad Pontificia de Comillas y realizar allí sus estudios. Dos años más tarde, el 25 de mayo de 1948, el cardenal Luigi Lavitrano, prefecto de dicha Congregación, concedió el Nihil obstat al nuevo obispo de Cuernavaca, Mons. Alfonso Espino y Silva, autorizando el avance en el proceso de fundación. Posteriormente, el 12 de junio de 1948, Mons. Espino y Silva emitió el decreto de erección canónica de la nueva congregación religiosa de derecho diocesano, bajo el nombre «Institutum clericale Missionariorum a Sacratissimo Corde Iesu et Beatissima Virginis Perdolente» (Instituto clerical de los Misioneros del Sagrado Corazón de Jesús y la Santísima Virgen de los Dolores). Al día siguiente, se llevaron a cabo los primeros votos, la profesión de fe y el juramento de los superiores de la congregación, conforme a los rituales vigentes en aquel momento. Las primeras ordenaciones sacerdotales se realizarían en 1952. En 1958 se erige un nuevo noviciado en Salamanca, España.

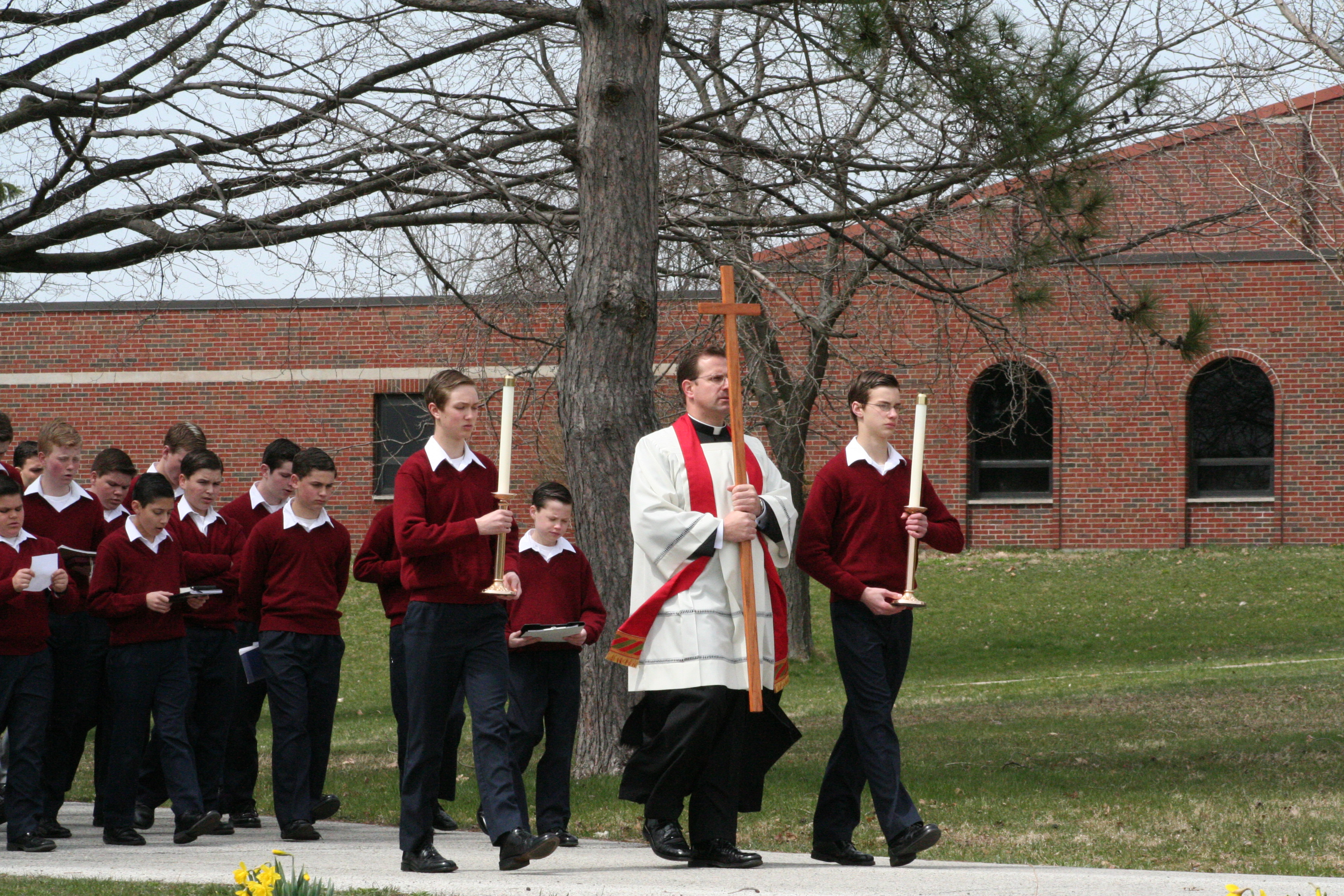
Apostólica del Sagrado Corazón, Estados Unidos (2009)

### Decretum laudisy el paso a ser de derecho pontificio
Tras la erección canónica de una congregación religiosa, el siguiente paso era obtener el Decretum laudis, documento que otorgaba el reconocimiento pontificio. Para ello, la Santa Sede requería que la congregación tuviera presencia en al menos cinco diócesis, demostrara frutos evidentes de santidad, observancia religiosa y beneficios espirituales, además de contar con recursos económicos sólidos. La Legión de Cristo solicitó el Decretum laudis el 6 de agosto de 1964, acompañando la petición con cartas testimoniales de los obispos de las diócesis donde operaba, así como un informe detallado sobre su origen, fundación, personal, disciplina y situación económica. El 6 de febrero de 1965, la Sagrada Congregación de Religiosos evaluó favorablemente la solicitud durante su congreso plenario de consultores. Finalmente, el 1 de julio de 1965, el prefecto del dicasterio, el cardenal Ildebrando Antoniutti, firmó el documento correspondiente, elevando a la Legión de Cristo al estatus de instituto religioso de derecho pontificio, el número 172 en la historia de la Iglesia. Desde ese momento, la congregación quedó bajo la jurisdicción inmediata y exclusiva de la Sede Apostólica en cuanto a su régimen interno y disciplina.

## Labor apostólica

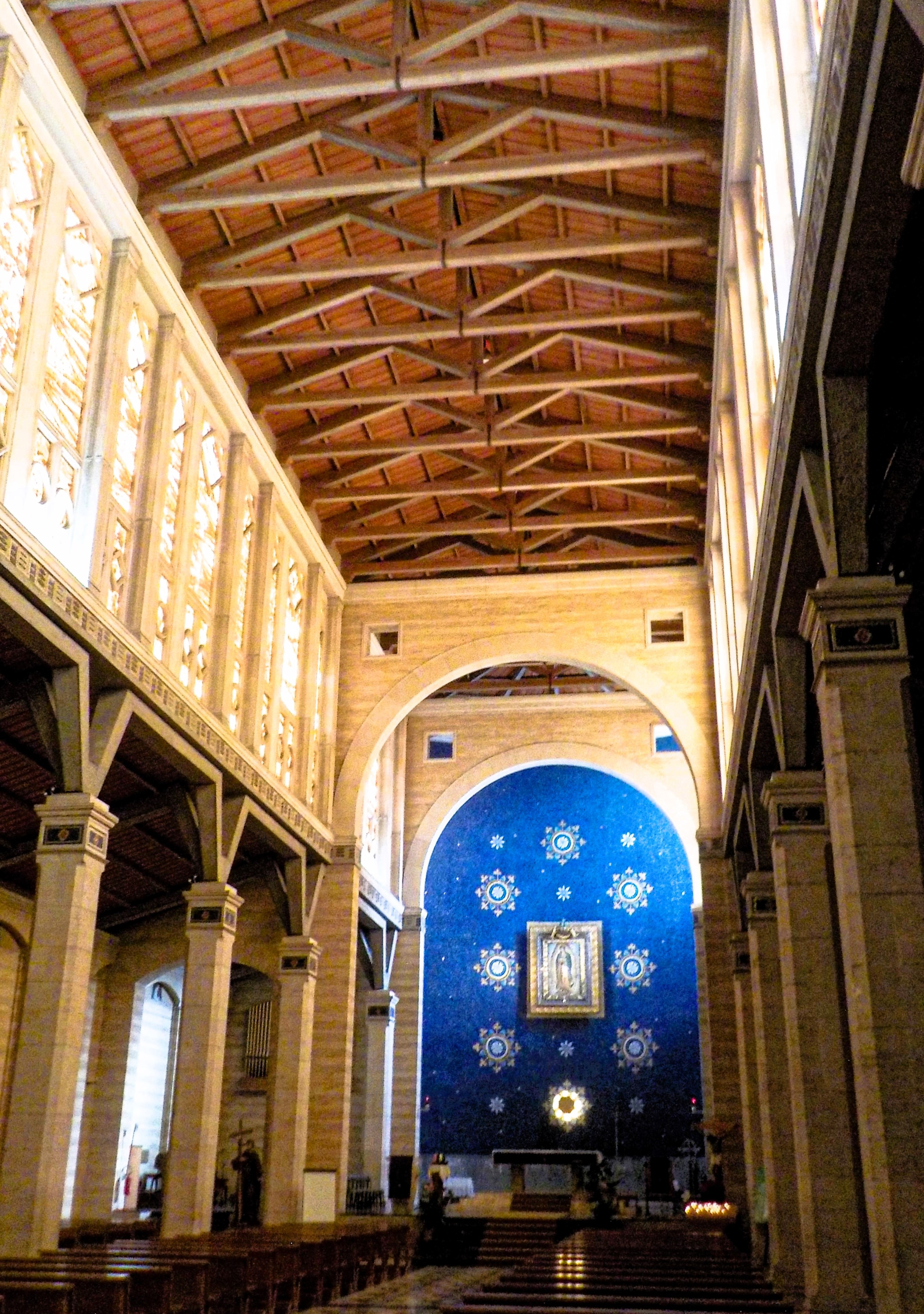
Basílica de Nuestra Señora de Guadalupe y San Felipe Mártir (2023), Roma, Italia.

### Basílica de Nuestra Señora de Guadalupe y San Felipe Mártir
Construida como iglesia nacional de México en Roma, fue consagrada a la Virgen de Guadalupe y San Felipe Mártir. El papa Pío XII bendijo la primera piedra en 1955, traída del Tepeyac. La iglesia, financiada por el pueblo mexicano, fue inaugurada el 12 de diciembre de 1958 por el Card. Clemente Micara tras su consagración por el Card. José Garibi Rivera. En 1962, el Card. Garibi Rivera coronó la imagen de la Virgen, y ese mismo día, san Juan XXIII visitó el templo durante el Concilio Vaticano II. San Juan Pablo II la visitó en 1980 y la elevó a Basílica menor en 1991. Ha sido titular de los cardenales mexicanos Juan Jesús Posadas Ocampo y Juan Sandoval Íñiguez.

### Envío de los primeros misioneros a América Latina
Durante las décadas de 1950 y 1960, la Iglesia Católica enfrentó el desafío de atender la creciente población de América Latina, que carecía de suficientes sacerdotes. En 1955, el papa Pío XII creó el CELAM y en 1958 la Comisión Pontificia para América Latina, con el objetivo de coordinar esfuerzos pastorales en la región. La Legión de Cristo respondió a este llamado intensificando su trabajo vocacional en México y España, y expandiéndose a Irlanda, donde en 1962 abrió un noviciado, y a Estados Unidos, con otro noviciado en 1965. En 1970, el papa Pablo VI fundó la Prelatura de Cancún-Chetumal, asignándola a la Legión. Monseñor Jorge Bernal asumió como administrador apostólico, enfrentando condiciones adversas como la falta de infraestructura y la dispersión geográfica. En 1996, la sede prelaticia fue trasladada a Cancún, reflejando el crecimiento de la región. 

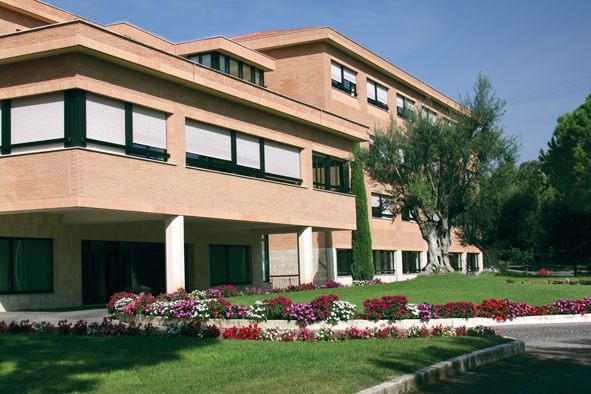
Ateneo Pontificio Regina Apostolorum, Roma, Italia.

### Formación sacerdotal
En el ámbito de la formación sacerdotal, la Legión fundó en 1991 el Pontificio Colegio Internacional Maria Mater Ecclesiae (PCIMME) en Roma, aprobado por la Congregación para la Educación Católica, para formar sacerdotes diocesanos. En 1993, estableció el Ateneo Pontificio Regina Apostolorum, una institución académica con facultades de teología y filosofía, destinada a seminaristas de diversas nacionalidades.

## Labor educativa

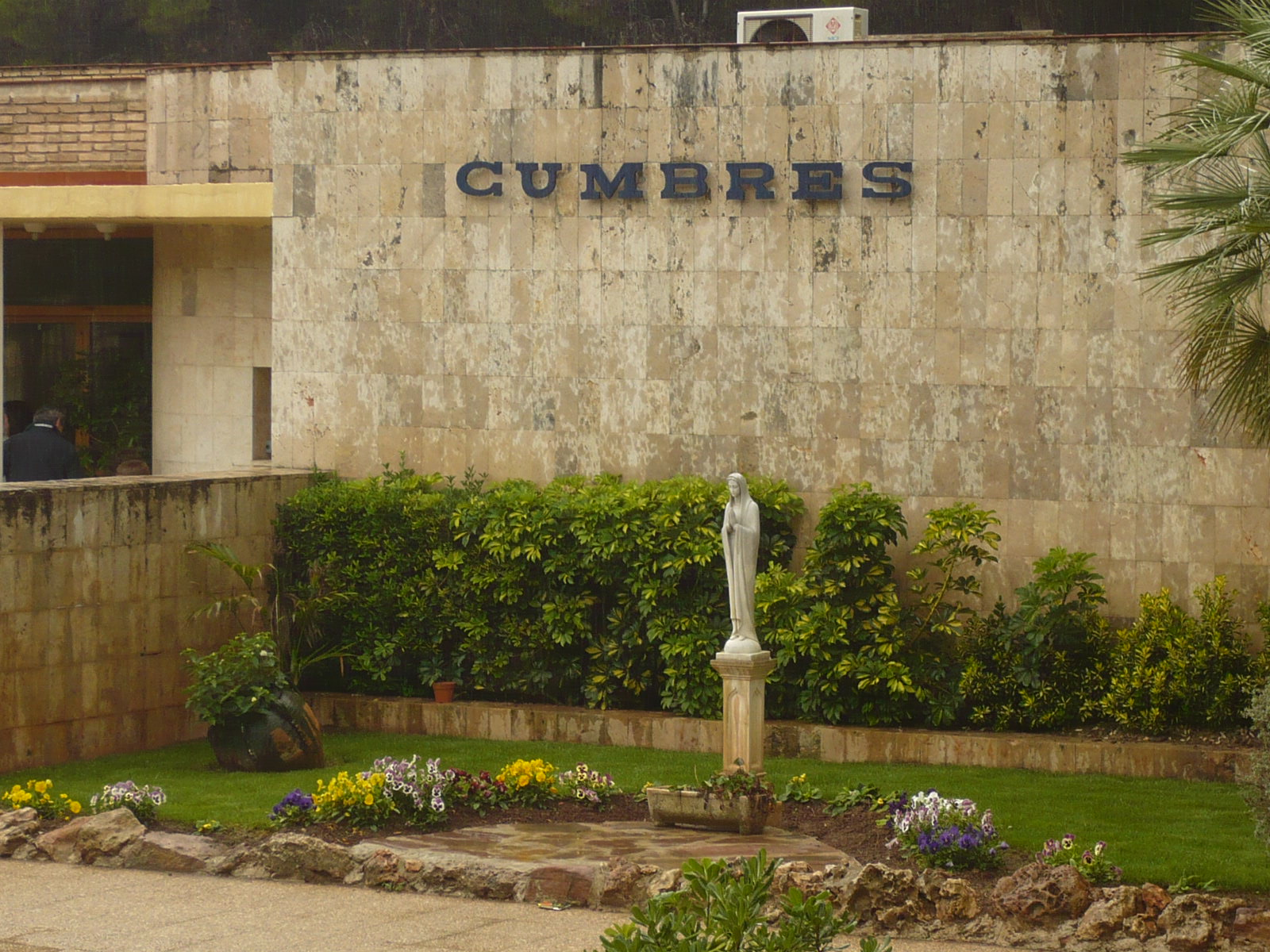
Los colegios Cumbres sirven de apoyo a los "Colegios Manos Amiga". Colegio Cumbres de Valencia, España.

Desde sus inicios, la Legión de Cristo y el Regnum Christi han priorizado la educación y la enseñanza como pilares de sus proyectos apostólicos, es por ello que en 1954 fundan su primera obra educativa, el Instituto Cumbres en Ciudad de México. En los años 60, diversificaron su propuesta educativa: en 1965, se creó el primer Irish Institute en Ciudad de México, destacándose por su enseñanza bilingüe; en 1966 nació el primer Colegio Mano Amiga, dirigido a jóvenes de comunidades desfavorecidas; y en 1969, en Dublín, se inauguró el Oak Language Centre, enfocado en el aprendizaje de idiomas. En 2013, la Legión de Cristo contaba con 206 centros educativos, incluidos 116 colegios, 22 Colegios Mano Amiga, 7 academias Oak, 48 campus UNID y 13 universidades, atendiendo a más de 141,000 estudiantes.

### Universidades
En 1964, la Legión fundó la Universidad Anáhuac, que en 1968 abrió un nuevo campus y celebró su primera generación de graduados. Con el tiempo, esta universidad se consolidó como una de las principales instituciones privadas de educación superior en México, recibiendo en 1981 el reconocimiento de autonomía oficial. En el año 2000, se estableció la Universidad Interamericana para el Desarrollo (UNID), enfocada en la formación profesional mediante programas de estadías empresariales. Para coordinar las diversas instituciones educativas, se creó en 2005 el Centro Internacional de Formación Integral (ICIF), anteriormente Consorcio Educativo Anáhuac, que ahora se conoce como Red de Universidades del Regnum Christi, que integra estas universidades católicas privadas con un modelo educativo común:
- México: Universidad Anáhuac México[9]Campus Norte y Campus Sur, Universidad Anáhuac Mayab, Universidad Anáhuac Veracruz y Campus Xalapa y Córdoba-Orizaba, Universidad Anáhuac Cancún, Universidad Anáhuac Oaxaca, Universidad Anáhuac Puebla, Universidad Anáhuac Querétaro, Instituto de Estudios Superiores de Tamaulipas,[10] Pontificio Instituto Teológico Juan Pablo II para las Ciencias del Matrimonio y la Familia
- Italia: Pontificio Ateneo Regina Apostolorum[11](Roma)  y Università Europea di Roma (Roma)
- Chile: Universidad Finis Terrae[12](Santiago)
- España: Universidad Francisco de Vitoria[13](Madrid)
- Estados Unidos: Divine Mercy University,[14] Sterling (Virginia)

## La figura del fundador
Históricamente, el fundador de la Legión de Cristo y del Regnum Christi fue Marcial Maciel, sacerdote mexicano que nació en Cotija de la Paz, Michoacán, en 1920 y murió en Jacksonville en Florida, Estados Unidos, el 30 de enero de 2008. Fue superior y después director general entre los años 1948 y 2005. En el 2004 la Congregación para la Doctrina de la Fe abrió, a norma del Motu proprio de Juan Pablo II «Sacramentorum sanctitatis tutela» del 2001, una investigación canónica que concluyó en 2006. De hecho, el 19 de mayo de aquel año la Santa Sede divulgó un comunicado sobre el caso con la siguiente información:

«Después de haber sometido los resultados de la investigación a un atento estudio, la Congregación para la Doctrina de la Fe, bajo la guía del nuevo prefecto, Su Eminencia el cardenal William Levada, ha decidido, teniendo en cuenta tanto la edad avanzada del reverendo Maciel como su débil salud, renunciar a un proceso canónico e invitar al padre a una vida reservada de oración y penitencia, renunciando a todo ministerio público. El Santo Padre ha aprobado estas decisiones. Independientemente de la persona del fundador, se reconoce con gratitud el benemérito apostolado de los Legionarios de Cristo y de la asociación Regnum Christi».

El progresivo descubrimiento de la doble vida del fundador provocó una serie de crisis tanto en la Legión de Cristo como en el Movimiento Regnum Christi. La Santa Sede vio por tanto necesario realizar una Visita Apostólica; en el Comunicado conclusivo del 1 de mayo de 2010 se lee:

«La Visita Apostólica ha podido comprobar que la conducta del P. Marcial Maciel Degollado ha causado serias consecuencias en la vida y en la estructura de la Legión, hasta el punto de hacer necesario un camino de profunda revisión. Los comportamientos gravísimos y objetivamente inmorales del P. Maciel, confirmados por testimonios incontestables, representan a veces auténticos delitos y revelan una vida carente de escrúpulos y de verdadero sentimiento religioso. Dicha vida era desconocida por gran parte de los Legionarios».

El 25 de marzo de 2010, el gobierno general de la Legión y sus directores territoriales reconocieron públicamente los actos inmorales atribuidos a su fundador, Marcial Maciel, condenándolos y pidiendo perdón a las víctimas. Declararon que «frente a la gravedad de las faltas, no podemos mirar su persona como un modelo de vida cristiana o sacerdotal». El 6 de diciembre de 2010, bajo la dirección del delegado pontificio, el gobierno general emitió un decreto que establecía directrices sobre cómo referirse a Maciel, el uso de sus escritos, imágenes y discursos, así como los aniversarios relacionados con su vida y los inmuebles de la Congregación en su lugar de origen en México. En enero de 2012, se emitieron instrucciones adicionales sobre el manejo del aniversario de su fallecimiento. Este proceso reflexivo culminó en el Capítulo General Extraordinario de 2014. El 6 de febrero de ese año, los padres capitulares emitieron un mensaje que expresó su postura oficial sobre la figura del fundador, marcando un paso decisivo en la renovación institucional de la Congregación.

«queremos expresar nuestro hondo pesar por el abuso de seminaristas menores de edad, los actos inmorales con hombres y mujeres adultos, el uso arbitrario de su autoridad y de bienes, el consumo desmesurado de medicamentos adictivos y el haber presentado como propios escritos publicados por terceros. Nos resulta incomprensible la incoherencia de seguirse presentando durante décadas como sacerdote y testigo de la fe, mientras ocultaba estas conductas inmorales. Todo esto lo reprobamos firmemente (…) reconocemos con tristeza la incapacidad inicial de creer los testimonios de las personas que habían sido víctimas del padre Maciel, el largo silencio institucional y, más adelante, los titubeos y errores de juicio a la hora de informar a los miembros de la Congregación y a las demás personas. Pedimos perdón por estas deficiencias que han aumentado el dolor y desconcierto de muchos».

Después en el punto 11° del Comunicado Capitular, titulado significativamente «El plan de Dios y el papel limitado del fundador», se lee:

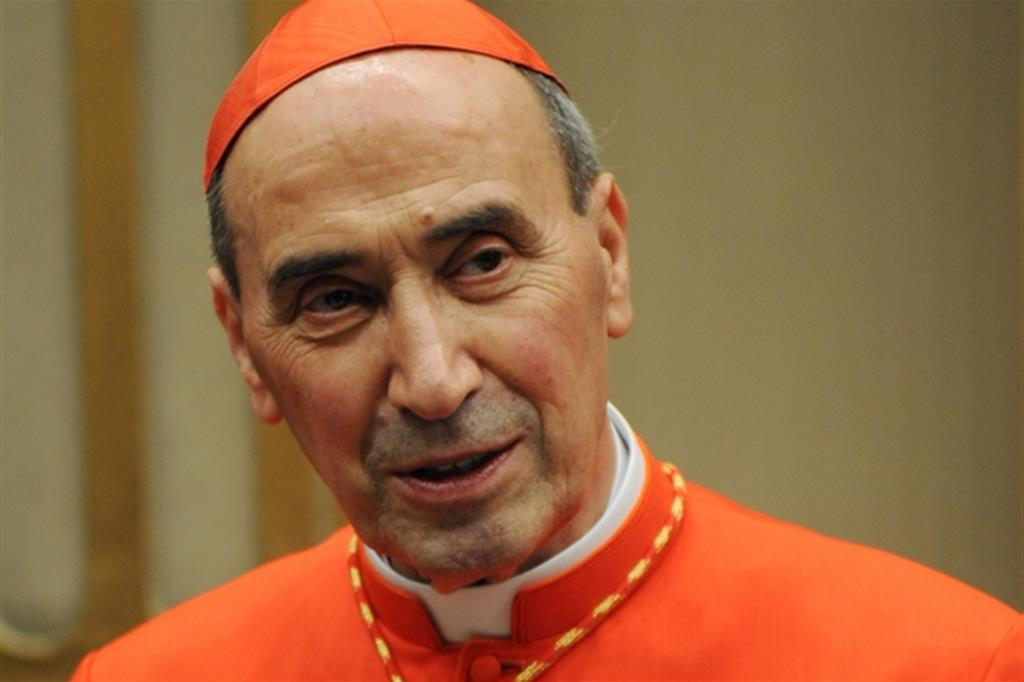
Cardenal Velasio de Paolis (2020)

«Siguiendo la doctrina común sobre los institutos religiosos en la Iglesia, la Legión de Cristo y sus rasgos esenciales no tienen su origen último en la persona del fundador; son un don de Dios que la Iglesia ha acogido, aprobado y hecho propio y que desde entonces vive en la Congregación y en sus miembros. Por tanto, al hablar de nuestro carisma fundacional no debemos mirar solo el impulso inicial de Dios o cómo el fundador ha acogido esta gracia en su vida, sino reconocemos que estamos delante de un carisma ya configurado e institucionalizado en la Iglesia. Dios nos ha confiado este don, y en nuestra Congregación, con todas sus vicisitudes históricas, podemos descubrir su plan providente».

### Pronunciamiento del Card. Velasio de Paolis y el Papa Benedicto XVI
En una carta a los Legionarios de Cristo y a los miembros del Regnum Christi, el delegado pontificio Card. Velasio de Paolis explicaba que:

«La mayor parte de los legionarios, ante la situación del Fundador, ha reaccionado positivamente reafirmando la gratitud a Dios por su vocación y descubriendo todo el bien que la Legión había realizado y está realizando todavía. Por lo demás, la Legión ha sido aprobada por la Iglesia y no puede no ser considerada como una obra de Dios, al servicio de su Reino y de la Iglesia. Las responsabilidades del fundador no pueden ser transferidas simplemente a la misma Legión de Cristo».

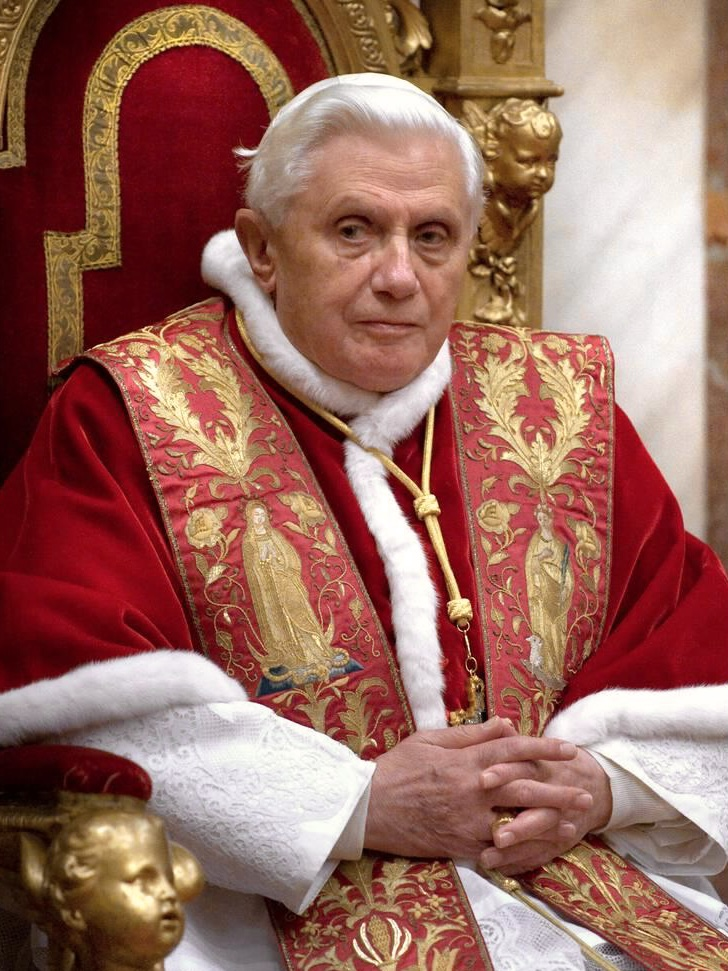
Papa Benedicto XVI (2011)

Por su parte el papa Benedicto XVI, en el libro entrevista «Luz del mundo: el Papa, la Iglesia y los signos de los tiempos. Una Conversación con Peter Seewald» (2010) comentó que:

«Para mí, Marcial Maciel sigue siendo una figura enigmática. Por una parte, una vida que, como ahora sabemos, se encuentra fuera de la moralidad, una vida de aventuras, disipada, extraviada. Por otra parte, vemos el dinamismo y la fuerza con la que construyó la comunidad de los Legionarios. Entretanto hemos llevado a cabo una Visita Apostólica y nombrado a un delegado que, con un grupo de colaboradores, prepara las reformas necesarias. Naturalmente, hay que hacer correcciones, pero, en términos generales, es una comunidad sana. Hay en ella muchas personas jóvenes que quieren servir con entusiasmo a la fe. No se debe destruir ese entusiasmo. Muchos de ellos partieron de una figura falsa, pero al final se han visto llamados a adherir a una correcta. Este es el hecho notable, la contradicción: que, por así decirlo, un falso profeta haya podido tener un efecto positivo. A esos jóvenes hay que darles un nuevo aliento. Hace falta una estructura nueva para que no caigan en el vacío, sino que, rectamente conducidos, puedan prestar un servicio a la Iglesia y a los hombres».

## Controversias

### Reconocimiento de abusos sexuales cometidos por otros miembros
En marzo de 2021 la Congregación publicó un informe detallando los nombres de 27 sacerdotes acusados de cometer abusos sexuales a menores desde su fundación en 1941 hasta ese año. Este informe fue producto de una investigación interna de los Legionarios y reconoce abusos a 170 víctimas por parte de 27 miembros de la orden, incluido Marcial Maciel. Estas ocurrieron en México, Estados Unidos, España, Brasil, Italia, Chile, Colombia y Venezuela.

### Papeles de Pandora
En octubre de 2021, dentro de la investigación periodística vinculada con los Papeles de Pandora, se descubrió que la Legión de Cristo había creado una estructura ‘offshore’ con 295 millones de dólares en activos, pese a haber asegurado que ya no contaba con ese tipo de arquitectura financiera después del fallecimiento de su fundador Marcial Maciel. Esto se produjo en 2010, mientras el Vaticano investigaba la opacidad de sus cuentas, después de destaparse los escándalos de abusos sexuales de la congregación.

## Películas relacionadas
- «Lo mejor que puedes hacer con tu vida» ('The Best Thing You Can Do with Your Life'): Dirección: Zita Erffa, Fotografía: Bruno Santamaría. 93 min. México/ Alemania, 2018.
- «Obediencia Perfecta» (2014): Dirección: Luis Urquiza, Guion: Ernesto Alcocer, Luis Urquiza. 99 min. México, 2014.